# Клівс (Огайо)
Клівс (англ. Cleves) — селище (англ. village) в США, в окрузі Гамільтон штату Огайо. Населення — 3414 особи (2020).

## Географія
Клівс розташований за координатами 39°9′54″ пн. ш. 84°44′24″ зх. д. / 39.16500° пн. ш. 84.74000° зх. д. (39.164990, -84.740025).  За даними Бюро перепису населення США в 2010 році селище мало площу 4,11 км², з яких 4,10 км² — суходіл та 0,01 км² — водойми.

## Демографія
Згідно з переписом 2010 року, у селищі мешкали 3234 особи в 1079 домогосподарствах у складі 823 родин. Густота населення становила 787 осіб/км².  Було 1190 помешкань (290/км²).
Расовий склад населення:
| - 96,9 % — білих - 0,6 % — чорних або афроамериканців - 0,4 % — корінних американців - 0,4 % — азіатів |

До двох чи більше рас належало 1,6 %. Частка іспаномовних становила 1,2 % від усіх жителів.
За віковим діапазоном населення розподілялося таким чином: 32,5 % — особи молодші 18 років, 59,8 % — особи у віці 18—64 років, 7,7 % — особи у віці 65 років та старші. Медіана віку мешканця становила 33,2 року. На 100 осіб жіночої статі у селищі припадало 101,2 чоловіків;  на 100 жінок у віці від 18 років та старших — 96,9 чоловіків також старших 18 років.
Середній дохід на одне домашнє господарство  становив 74 506 доларів США (медіана — 60 882), а середній дохід на одну сім'ю — 83 351 долар (медіана — 74 563). Медіана доходів становила 53 494 долари для чоловіків та 39 609 доларів для жінок. За межею бідності перебувало 12,9 % осіб, у тому числі 20,2 % дітей у віці до 18 років та 8,9 % осіб у віці 65 років та старших.
Цивільне працевлаштоване населення становило 1496 осіб. Основні галузі зайнятості: освіта, охорона здоров'я та соціальна допомога — 15,4 %, науковці, спеціалісти, менеджери — 11,8 %, виробництво — 11,6 %.